# چاد میرکین
چاد میرکین (انگلیسی: Chad Mirkin؛ زادهٔ ۲۳ نوامبر ۱۹۶۳) دانشمند در زمینه شیمی، علم مواد، و فناوری نانو اهل ایالات متحده آمریکا است.
همچنین برندهٔ جوایزی همچون جایزه لینوس پاولینگ شده‌است.